# Lithiumchlorat
Lithiumchlorat ist das Lithiumsalz der Chlorsäure und wie viele Chlorate bei erhöhter Temperatur ein starkes Oxidationsmittel.

## Herstellung
Lithiumchlorat kann aus Chlorsäure und Lithiumcarbonat hergestellt werden.
{\displaystyle \mathrm {Li_{2}CO_{3}+2\ HClO_{3}\longrightarrow 2\ LiClO_{3}+H_{2}O+CO_{2}\uparrow } }
Ferner wurde die Synthese aus Bariumchlorat und Lithiumsulfat beschrieben.
{\displaystyle \mathrm {Li_{2}SO_{4}+Ba(ClO_{3})_{2}\longrightarrow 2\ LiClO_{3}+BaSO_{4}\downarrow } }

## Eigenschaften
Lithiumchlorat bildet drei verschiedene Hydrate: ein Trihydrat LiClO3 · 3 H2O, ein Monohydrat LiClO3 · H2O sowie ein Viertelhydrat 4 LiClO3 · H2O. Das Monohydrat geht bei 20,5 °C in das Viertelhydrat über, dieses wandelt sich bei 42 °C in das Anhydrat um. Dieses Anhydrat kristallisiert im kubischen Kristallsystem.
Bei 270 °C zersetzt sich Lithiumchlorat in Lithiumchlorid und Sauerstoff, als Nebenreaktion tritt eine Disproportionierung in die nächstniedrigere und die nächsthöhere Oxidationsstufe des Chlors auf.
{\displaystyle \mathrm {2\ LiClO_{3}\ {\xrightarrow {\Delta }}\ 2\ LiCl+3\ O_{2}\uparrow } }
{\displaystyle \mathrm {4\ LiClO_{3}\ {\xrightarrow {\Delta }}\ LiCl+3\ LiClO_{4}} }

## Verwendung
Lithiumchlorat wird als Oxidationsmittel in Raketentreibstoffen eingesetzt.